# Stengardist

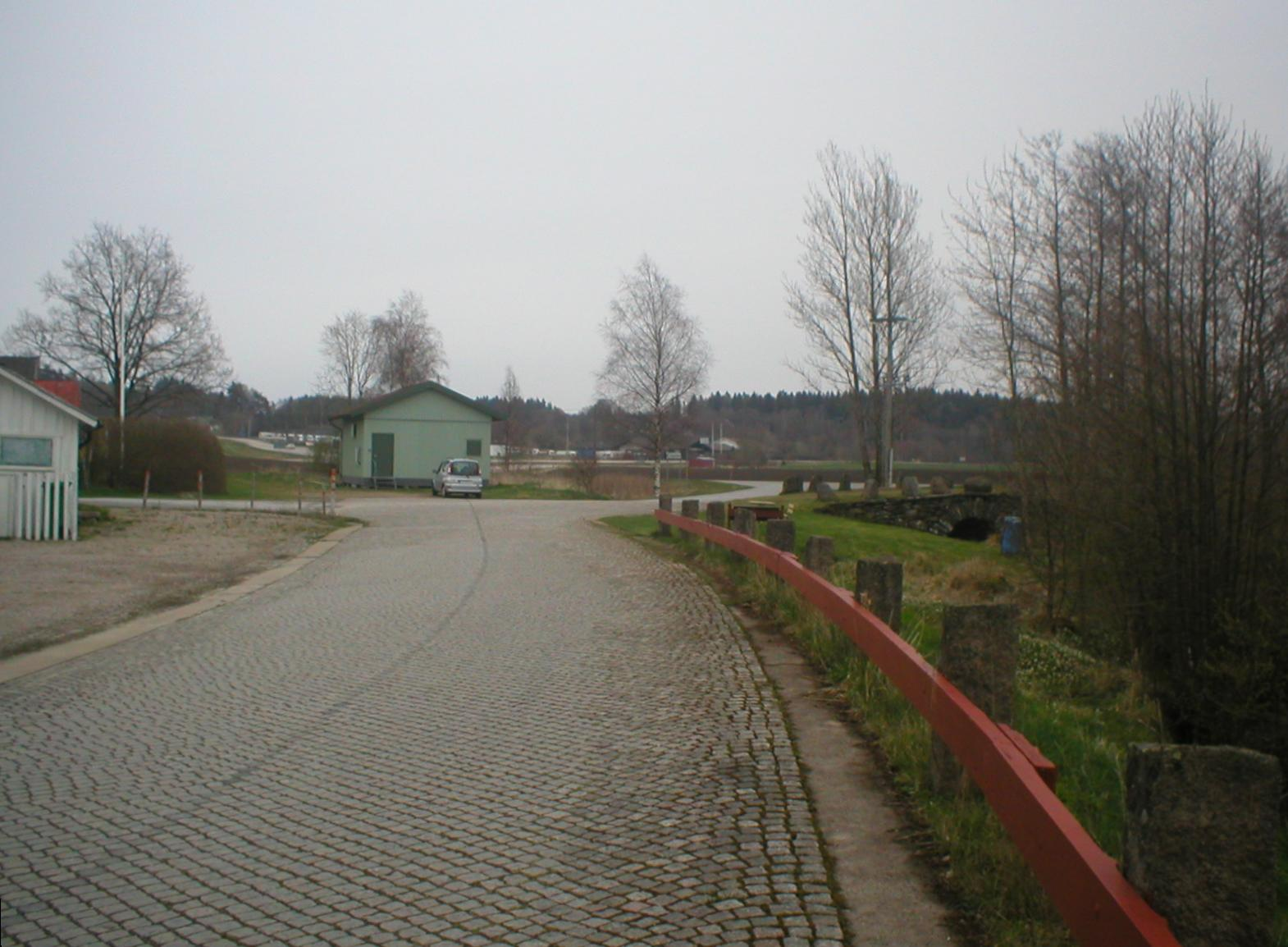
Byggnadsminnet Vägavsnitt vid Åsen på Gamla Rikstvåan i Bohuslän. Den gatstenssatta landsvägen kantas av stengardister och ett räcke. Vägen anlades 1901 och stensattes 1934–1935.

En stengardist är en kantsten utmed till exempel en bro, en väg eller en trädgårdsgång.
Utmed vägrenar mot branter var det vanliga vägräckesskyddet i Sverige tidigare avbärarräcken med en rad stengardister i antingen granit eller betong, med ett rör i stål som överliggare och fotgängarskydd samt en vägräckesbalk i trä under som fordonsskydd.